# Ober Ochtenhausen
Ober Ochtenhausen ist ein Ortsteil der Gemeinde Sandbostel im Landkreis Rotenburg (Wümme) in Niedersachsen.

## Geografie

### Lage
Der Ortsteil Ober Ochtenhausen liegt im äußersten Südosten der Gemeinde Sandbostel an der Grenze zu Gnarrenburg und dessen Ortsteil Augustendorf. Ober Ochtenhausen liegt etwa 6 km nördlich von Rockstedt, etwa 5 km östlich von Augustendorf, 2,5 km südlich des der Gemeinde Namen gebenden Ortsteils Sandbostel und 5 km westlich des Selsinger Ortsteils Parnewinkel. Von Südwesten nach Nordosten verläuft die Kreisstraße 101, auch bezeichnet als „Selsinger Straße“.

## Geschichte
Das Dorf wurde 1218 erstmals erwähnt, diverse steinzeitliche Funde, bis heute erhaltene Grabhügel sowie der Fund eines bronzezeitlichen Vollgriffschwertes (1927) zeigen jedoch eine weitaus weiter zurückreichende menschliche Geschichte auf dem heutigen Gebiet von Ober Ochtenhausen.
Das Dorf ist bekannt für seine teilweise aus dem 18. Jahrhundert stammenden Reetdachhäuser.

### Namensherkunft
Der Name „Ober Ochtenhausen“ wird abgeleitet vom Personennamen „Ofthari“. Unbelegte Überlieferungen erzählen, dass Ober Ochtenhausen der Stammsitz der Familie Ochtenhausen war.

### Auszeichnung

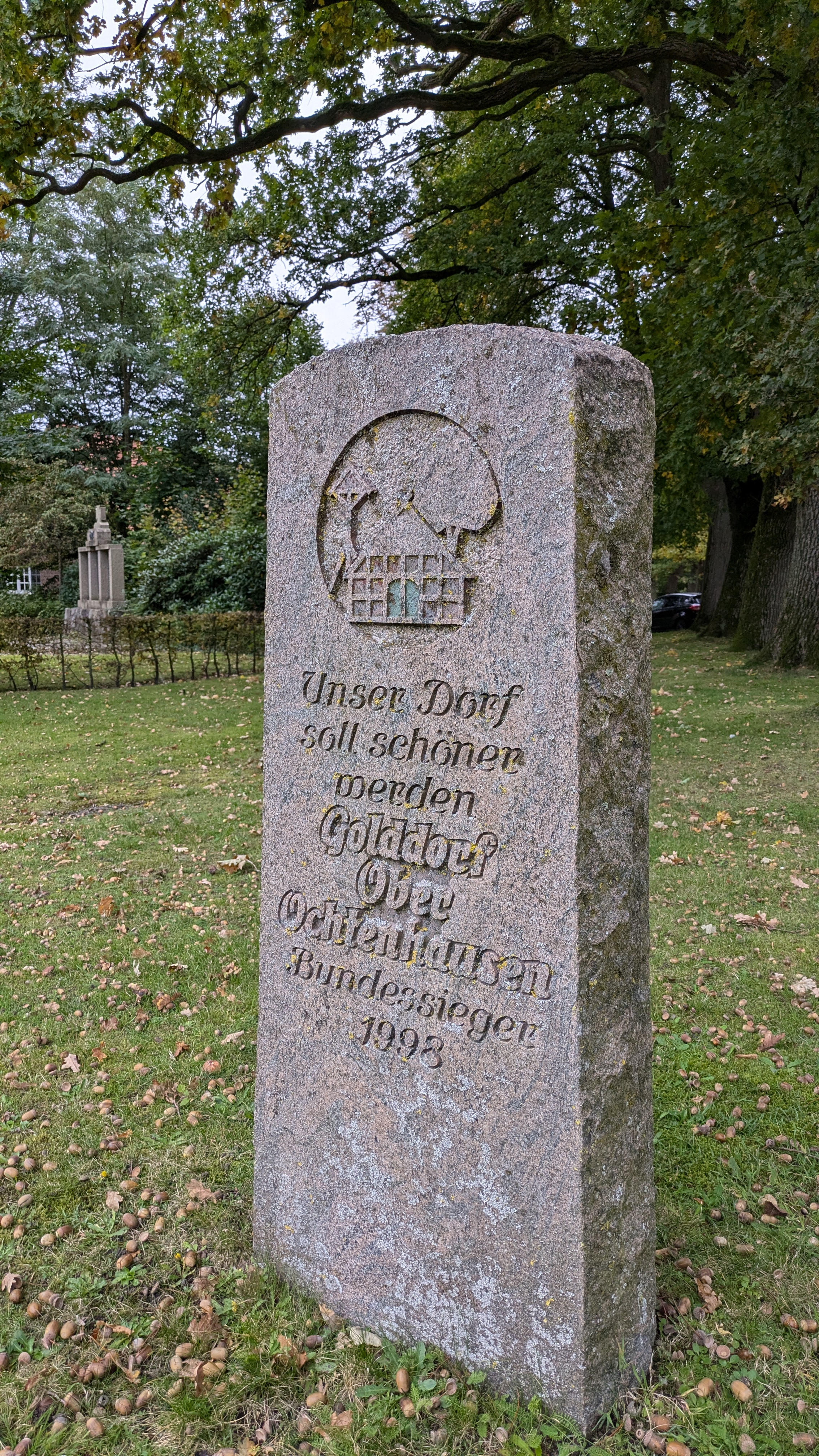
Siegerstein „Unser Dorf soll schöner werden“.

Ober Ochtenhausen gewann beim Wettbewerb „Unser Dorf soll schöner werden“ 1998 auf Bundesebene die Goldmedaille für das „Schönste Dorf in Deutschland, im Vergleich mit anderen Ortschaften in der gleichen Größenordnung“. Diese sowie weitere Auszeichnungen sind auf einem Stein nahe des Dorfgemeinschaftshauses eingraviert.

### Eisenbahn
Die 1908 erbaute Nebenbahntrasse zwischen Bremervörde und Rotenburg (Wümme) verläuft über Ober Ochtenhausener Gebiet, wo sich auch der Bahnhof Deinstedt befindet. Dieser wird seit 1968, mit der Einstellung des Personenverkehrs auf der Strecke, nicht mehr als solcher genutzt.

## Bauwerke
- Hofanlage Im Dorfe 3 von 1750 und 1770 in Fachwerk
- Hofanlage Im Dorfe 18 aus der zweiten Hälfte des 18. Jahrhunderts und 1850 in Fachwerk
- Hofanlage Im Dorfe 9 aus dem 19. Jahrhundert in Fachwerk